# Posof
Posof là một huyện thuộc tỉnh Ardahan, Thổ Nhĩ Kỳ. Huyện có diện tích 623 km² và dân số thời điểm năm 2007 là 9596 người, mật độ 15 người/km².